# Sparbarus flavus
Sparbarus flavus är en dagsländeart som först beskrevs av Jay R. Traver 1935.  Sparbarus flavus ingår i släktet Sparbarus och familjen slamdagsländor. Inga underarter finns listade i Catalogue of Life.